# セヴァーン (モニター)
セヴァーン（英語: HMS Severn）はイギリス海軍のハンバー級モニター。ハンバー級はブラジル海軍向けに3隻が建造されアマゾン川用モニターをイギリス海軍が購入したもので、「セヴァーン」の元の艦名は「ソリモンエス (Solimões)」。
「ソリモンエス」はアマゾン川水系の河川、「セヴァーン」はイギリスの河川から取られた艦名である。

## 艦歴
バロウのヴィッカース・サン＆マキシム社で建造。1912年8月24日起工。1913年8月19日進水。1914年1月竣工。
完成するころには天然ゴム価格の暴落によりブラジルは支払い不能となっており、3隻のモニターは売りに出された。それを第一次世界大戦の始まる直前にイギリス海軍が購入し、1914年8月8日に就役させた。
3隻はドーヴァー哨戒隊に配備された。10月11日、3隻はオステンドからの撤退を支援。その帰路、「セヴァーン」は「U8」の雷撃を受けたが、魚雷は艦の下を通過した。10月後半3隻のモニターはベルギー沿岸で敵軍を攻撃したが、11月にはモニターの仕事はなくなり撤収した。
「セヴァーン」と「マージー」では砲身が摩耗した6インチ砲が砲塔ごと撤去され、別の6インチ砲単装2基が搭載された。
1915年3月、3隻はマルタへ移動。ムドロスへ向かう予定であったが、遅れが生じてマルタにとどまっている間に「セヴァーン」と「マージー」はルフィジ川三角州に潜むドイツ巡洋艦「ケーニヒスベルク」攻撃のため東アフリカへと派遣されることになった。
4月28日にマルタを出発した2隻は6月3日にマフィア島に到着。7月3日、2隻は「ケーニヒスベルク」と交戦。7月11日、再び「ケーニヒスベルク」を攻撃し破壊した。
その後も東アフリカで活動し、1918年5月にアレクサンドリアに到着。休戦後は「セヴァーン」と「マージー」はガラツでオーストリア＝ハンガリー帝国に対する休戦監視にあたり、1919年5月23日に「セヴァーン」はイギリスに戻った。
「セヴァーン」は除籍後、1921年5月9日にトス・W・ウォード社に売却され、1923年3月23日に解体地着。

## 要目
- 排水量（竣工時）：1520トン（満載）、1155トン（軽荷）
- 全長：266フィート9インチ（81.31 m）
- 全幅：49フィート0インチ（14.94 m）
- 機関：ヤーロー混焼缶2基、ヴィッカース社製三段膨張式機関2基（1450指示馬力）、2軸
- 乗員：士官9名、下士官兵131名
- 兵装（竣工時）：6インチ砲2門（連装1基）、120 mm榴弾砲2門、3ポンド砲4門、7 mm機銃6挺
- 出典：(バクストン 2019, p. 107)